# Mastomys shortridgei
Mastomys shortridgei — вид гризунів із родини мишевих (Muridae). Його батьківщиною є Ангола, Ботсвана та Намібія. Його природними середовищами існування є вологі савани, субтропічні або тропічні сезонно вологі або затоплені низинні луки та болота.

## Опис
Довжина голови й тулуба від 103 до 137 мм, довжина хвоста від 86 до 118 мм і вага від 35 до 74 г. Задні лапи завдовжки 23–27 мм і вуха завдовжки 1–20 мм. Забарвлення зверху від темно-сірого до чорного, а знизу трохи світліше сіре. Для контрасту волосся на верхівках рук і ніг білі. Хвіст знизу не світліший.

## Спосіб життя
Вид нічний і наземний. Харчується зерном і, можливо, дрібними тваринами. У лютому зареєстровано молодняк.